# Trào ngược dạ dày thực quản
Bệnh trào ngược dạ dày thực quản (tiếng Anh: gastroesophageal reflux disease), còn được gọi là bệnh trào ngược axit dạ dày, là tình trạng trào ngược từng lúc hay thường xuyên của dịch dạ dày lên thực quản. Một khi triệu chứng trào ngược lặp lại và gây ra khó chịu hoặc biến chứng thì mới gọi là bệnh trào ngược dạ dày thực quản. Tính chất kích thích của các chất dịch trong dạ dày như HCl, pepsine, dịch mật... đối với niêm mạc thực quản, sẽ gây ra các triệu chứng và biến chứng. Các triệu chứng bao gồm các vị của axit ở phía sau miệng, ợ nóng, hơi thở hôi, đau ngực, nôn mửa, khó thở và vàng răng. Các biến chứng bao gồm viêm thực quản, sưng thực quản và bệnh thực quản Barrett.
Các yếu tố nguy cơ bao gồm béo phì, mang thai, hút thuốc, nghỉ giải lao gián đoạn, và uống thuốc nhất định. Các loại thuốc liên quan bao gồm thuốc kháng histamin, thuốc chặn kênh calci, thuốc chống trầm cảm và thuốc ngủ. Chứng bệnh gây ra do sự đóng cửa của cơ vòng thực quản thấp (đường nối giữa dạ dày và thực quản). Chẩn đoán trong số những người không cải thiện với các biện pháp đơn giản có thể bao gồm gastroscopy, loạt GI trên, theo dõi pH thực quản, hoặc manometry thực quản.
Điều trị thông thường thông qua thay đổi lối sống, thuốc men, và đôi khi phẫu thuật. Thay đổi lối sống bao gồm không nằm trong ba giờ sau khi ăn, giảm cân, tránh thức ăn nhất định, và ngừng hút thuốc. Thuốc bao gồm các thuốc kháng acid, H 2 chặn thụ thể, ức chế bơm proton, và prokinetics. Phẫu thuật có thể là một lựa chọn ở những người không có cải thiện sau khi đã thử các biện pháp khác.
Ở phương Tây, từ 10 đến 20% dân số bị ảnh hưởng bởi bệnh này. Trào ngược dạ dày thực quản một lần trong một thời gian, mà không có triệu chứng đáng kể hoặc biến chứng nào, tỏ ra phổ biến hơn. Tình trạng này được mô tả lần đầu tiên vào năm 1935 bởi nhà di truyền học người Mỹ, Asher Winkelstein. Các triệu chứng cổ điển đã được mô tả trước đó vào năm 1925.

## Một số thuật ngữ
- GERD (bệnh trào ngược dạ dày thực quản): GERD là hiện tượng xảy ra khi có sự trào ngược dịch vị trong dạ dày vào thực quản gây ra triệu chứng khó chịu và/hoặc các biến chứng.
- LPR (Bệnh trào ngược họng - thanh quản): PDR là tình trạng trào ngược dịch dạ dày lên tận thanh quản, hầu họng hoặc vòm họng. LPR thường được coi là một dạng của GERD.[6]
- NERD (Nonerosive Esophageal Reflux Disease- GERD triệu chứng): NERD là tình trạng GERD không có tổn thương niêm mạc thực quản.
- EE (Erosive Esophagitis-Viêm xước thực quản trào ngược): EE là hậu quả của GERD gây tổn thương và biến đổi mô bệnh học niêm mạc thực quản.

## Triệu chứng lâm sàng
Triệu chứng tại thực quản:
- Nóng rát sau xương ức, ợ nóng là 2 triệu chứng điển hình và phổ biến
- Nuốt đau, nuốt khó gặp khoảng 1/3 trường hợp GERD
- Nôn và buồn nôn.
- Đắng miệng trong trường hợp trào ngược dạ dày thực quản kèm theo dịch mật

Triệu chứng ngoài thực quản:
- Phổ biến: ho, viêm thanh quản, viêm họng, hen, sâu răng.
- Ít gặp: viêm xoang, xơ phổi vô căn, viêm tai giữa tái phát.

## Cận lâm sàng
Nội soi thực quản:
Hình ảnh GERD điển hình là tổn thương xước dọc từ tâm vị lên thực quản
Phân độ trầm trọng qua nội soi theo Los Angeles:
- Độ A: 1 hoặc nhiều tổn thương xước dọc chiều dài ≤ 5mm
- Độ B: tối thiểu 1 tổn thương xước dọc chiều dài >5mm nhưng không có sự liên kết giữa 2 tổn thương với nhau.
- Độ C: tối thiểu có 2 tổn thương liên kết với nhau nhưng các tổn thương không liên kết hết chu vi thực quản (< 3/4 chu vi)
- Độ D: các tổn thương liên kết hết chu vi thực quản (>3/4 chu vi)

Chỉ định nội soi khi có triệu chứng báo động như:
- Triệu chứng trào ngược dai dẳng hoặc tăng lên khi đã được điều trị thích hợp
- Nuốt khó, nuốt đau
- Sụt cân, nôn dai dẳng (>7 ngày)
- Có bằng chứng của xuất huyết tiêu hóa hoặc thiếu máu
- Phát hiện u, hẹp hoặc loét thực quản bằng các phương tiện chẩn đoán hình ảnh khác

Đo pH thực quản 24h: thường chỉ định khi:
- Chẩn đoán không rõ
- Đánh giá bệnh nhân GERD đề kháng với điều trị ức chế bơm proton (PPI)
- Đánh giá trước khi chỉ định điều trị GERD bằng nội soi hoặc phẫu thuật

Đo áp lực thực quản: chỉ định khi có kế hoạch điều trị GERD bằng nội soi hoặc phẫu thuật
Các phương pháp khác: đo áp lực với đô phân giải cao, Bernstein test, siêu âm thực quản 2 chiều, chụp thực quản có Barium, Bilitec (đo sự tiếp xúc với dịch mật), Multiple Intraluminal Electrial Impedance pH (MII-pH)

## Chẩn đoán
Chủ yếu dựa vào triệu chứng lâm sàng điển hình với: ợ nóng, nóng rát sau xương ức.
PPI test: bệnh nhân nghi ngờ GERD chỉ định PPI liều tiêu chuẩn trong 1 tuần đánh giá đáp ứng lâm sàng. Test dương tính khi triệu chứng lâm sàng cải thiện hoàng toàn. PPI test trong chẩn đoán GERD có độ nhạy 95-98%, độ đặc hiệu khoảng 40%.
Nội soi tiêu hóa nên được chỉ định khi chẩn đoán chưa rõ, có dấu báo động, cũng như để theo dõi điều trị.

## Chẩn đoán phân biệt
Viêm thực quản ưu bạch cầu acid (Eosinophillic Esophagitis):
- Triệu chứng: rối loạn nuốt, nóng rát sau xương ức và/hoặc nuốt nghẹn
- Chẩn đoán: mẫu sinh thiết có ≥15 bạch cầu ưa acid/vi trường 40

Viêm thực quản do thuốc:
- Triệu chứng xuất hiện đột ngột, khó chịu vùng ngực và/hoặc nuốt đau
- Chẩn đoán xác định dựa vào nội soi

Co thắt tâm vị:
- Triệu chứng: rối loạn nuốt đơn độc hoặc phối hợp với khó chịu vùng ngực
- Chẩn đoán: đo vận động thực quản
- Nếu không có phương tiên, tùy vào từng rối loạn, ví dụ: Achalasia chụp thực quản có uống Baryt cho hình ảnh "mỏ chim", nội soi thực quản: thực quản giãn và đọng dịch, thức ăn phía trên; hẹp dần về phía tâm vị; đề kháng khi đưa ống nội soi qua vùng tâm vị

Ung thư thực quản:
- Triệu chứng: nuốt nghẹn tăng dần, sụt cân
- Chẩn đoán: nội soi thực quản + sinh thiết

Một số bệnh lý khác: viêm thực quản do nhiễm khuẩn, khó tiêu chức năng không do loét, loét dạ dày-tá tràng, bệnh mạch vành, liệt dạ dày.

## Nguyên nhân
Có một cơ chế bảo vệ chống trào ngược gồm nhiều yếu tố. Hoạt động của cơ thắt dưới thực quản là yếu tố rất quyết định trong hiện tượng trào ngược dạ dày - thực quản. Nó có vai trò rất quan trọng trong việc bảo vệ niêm mạc thực quản đối với HCI của dịch dạ dày.
Bình thường, cơ thắt dưới thực quản chỉ giãn mở ra khi nuốt, sau đó sẽ co thắt và đóng kín ngăn không cho dịch dạ dày trào ngược lên thực quản. Tuy nhiên, vẫn có lúc trương lực cơ bị giảm và dịch dạ dày trào ngược lên thực quản.
Khi có sự trào ngược của dịch dạ dày lên thực quản, dịch nhầy thực quản với bicarbonat và nước bọt do có tính kiềm sẽ trung hòa HCI của dịch vị làm giảm hoặc mất sự kích thích của dịch vị lên niêm mạc thực quản. Nhu động của thực quản sẽ đẩy dịch trào ngược trở xuống dạ dày.
Khi cơ thắt dưới thực quản hoạt động không tốt sẽ dẫn đến trào ngược dạ dày - thực quản.
Các yếu tố ảnh hưởng đến rối loạn hoạt động của cơ thắt dưới thực quản và cơ chế bảo vệ chống trào ngược có thể do giãn cơ thắt dưới thực quản xảy ra thường xuyên hơn và kéo dài hơn, thoát vị hoành, rối loạn nhu động thực quản, giảm tiết nước bọt (thuốc lá) và các tác nhân làm giảm áp lực cơ thắt dưới thực quản như các thuốc secretin, cholécystokinine, glucagon; các thuốc kích thích β thụ cảm, ức chế α, kháng tiết choline, theophylline; các chất cafein, rượu, thuốc lá, chocolate, hay bữa ăn nhiều mỡ...,

### Điều trị
Bệnh nhân nên tránh hút thuốc, uống rượu hay cà phê hoặc nằm ngay sau khi ăn. Thay đổi lối sống sinh hoạt, ăn uống kết hợp với loại bỏ các yếu tố nguy cơ gây bệnh.
Thuốc diều trị tùy thuộc vào mức độ nghiêm trọng của bệnh và bao gồm: thuốc ức chế bơm proton PPI (omeprazole / Prilosec, pantoprazole / Protonix), thuốc chẹn H2 (cimetidine / Tagamet, ranitidine / Zantac), thuốc kháng acid, thuốc điều hòa vận động (metoclopramide / REGLAN). Baclofen thường sử dụng khi điều trị PPI thất bại, là một thuốc đối vận GABA có tác dụng ức chế sự giãn đột ngột cơ thắt thực quản dưới (LES) qua đó làm giảm trào ngược sau ăn.
Ngoài ra việc sử dụng thuốc điều trị cần tuân thủ theo chỉ định bác sĩ để tránh tình trạng sử dụng không đúng thời gian, liều lượng khiến bệnh dễ tái phát và khó điều trị.
Phẫu thuật có thể được chỉ định trong các trường hợp trào ngược xuất hiện nhiều biến chứng nghiêm trọng như: xuất huyết, loét đường tiêu hóa trên... hoặc không đáp ứng thuốc điều trị.

## Phòng ngừa
Các cách phòng ngừa sau có thể giúp ích nhưng chỉ mang tính tham khảo, tốt nhất là nên đi khám bác sĩ nếu xuất hiện các dấu hiệu bệnh.
- Hãy giảm cân. Béo phì là nguyên nhân hàng đầu gây trào ngược dạ dày thực quản. Vì vậy, hãy giảm cân nếu bạn thừa cân và đừng tăng cân nếu bạn đang có cân nặng lý tưởng. Giảm 3-5% trọng lượng cơ thể, cần giảm từ từ, không nên quá 1,6 kg/tuần.
- Tránh những thực phẩm có thể gây trào ngược. Nếu bạn có nguy cơ bị trào ngược dạ dày thực quản hãy tránh: thực phẩm nhiều mỡ, thực phẩm có gia vị mạnh, thực phẩm có tính axít (như cà chua, cam, quýt,...), bạc hà, sô-cô-la, hành, cà phê hoặc đồ uống tương tự có chứa caffein, đồ uống có ga,...
- Nên ăn nhiều bữa nhỏ. Những bữa ăn no làm đầy dạ dày, dễ gây trào ngược hơn.
- Không nằm nghỉ ngay sau khi ăn. Sau khi ăn, nên đợi ít nhất 3 giờ mới nằm nghỉ.
- Nâng cao đầu giường 15–20 cm (hoặc nằm với góc nghiêng 10 -17 độ) bằng gối nêm nhằm giúp nâng thực quản cao hơn dạ dày. Lưu ý không xếp chồng nhiều gối lên nhau, vì như vậy chỉ mình phần đầu được nâng cao, thực quản vẫn nằm ngang với dạ dày.[10]
- Xem xét lại những thuốc bạn đang dùng. Nhiều thuốc có thể làm tăng nguy cơ bị trào ngược dạ dày thực quản. Chúng bao gồm: thuốc chống viêm không steroid (non-steroidal anti-inflammatory drugs - NSAID), thuốc chẹn kênh calci (thường dùng để điều trị tăng huyết áp), một số thuốc điều trị hen (bao gồm thuốc chủ vận Beta như albuterol), thuốc kháng cholinergic (được dùng để điều trị các bệnh như dị ứng theo mùa và tăng nhãn áp), các bisphosphonate (được dùng để tăng mật độ xương), thuốc an thần, thuốc giảm đau, kali, viên sắt và một số loại kháng sinh.
  - Nếu bạn đang dùng những thuốc kể trên, nên gặp bác sĩ để được chuyển sang dùng những thuốc khác mà không có các tác động tương tự lên đường tiêu hóa trên. Tuy nhiên, không bao giờ được ngừng thuốc đã kê đơn khi chưa tham khảo ý kiến bác sĩ.
- Cai thuốc lá, hạn chế uống rượu.
- Không mặc quần áo quá chật.
- Dùng chế độ ăn không có gluten. Thử loại bỏ gluten trong chế độ ăn (gluten có trong ngũ cốc như lúa mạch, lúa mạch đen, lúa mì) bạn sẽ thấy ngay sự khác biệt.
- Nếu sau khi thử các cách kể trên mà bạn vẫn còn các triệu chứng trào ngược dạ dày - thực quản, hãy đến gặp bác sĩ để được kê đơn thuốc giúp giảm triệu chứng của bệnh.

## Dịch tễ học
Tại các nước phương Tây, bệnh trào ngược dạ dày - thực quản (GERD) ảnh hưởng đến khoảng 10% đến 20% dân số. Mỗi năm, có thêm khoảng 0,4% người mắc bệnh mới. Tại Canada, ước tính có từ 3,4 triệu đến 6,8 triệu người mắc GERD. Bệnh này cũng phổ biến hơn ở người lớn tuổi, đặc biệt là nhóm từ 60 đến 70 tuổi. Tại Hoa Kỳ, 20% dân số có triệu chứng trào ngược dạ dày ít nhất một lần mỗi tuần và 7% có triệu chứng mỗi ngày. Nam và nữ có nguy cơ mắc bệnh ngang nhau.